# Ophion obscuratus
Ophion obscuratus is een vliesvleugelig insect uit de familie van de gewone sluipwespen (Ichneumonidae). De wetenschappelijke naam van de soort werd voor het eerst geldig gepubliceerd in 1798 door Johann Christian Fabricius.